# بنجامين توماس (رجل أعمال)
بنجامين توماس (بالإنجليزية: Benjamin Thomas)‏ هو شخصية أعمال أمريكي، ولد في 1860، وتوفي في 1914.